# Ulrich Papke
Ulrich Papke (Crișan, 30 oktober 1955) is een Duits kanovaarder.
Papke won in de 1992 samen met Ingo Spelly de gouden medaille op de 1000 meter en de zilveren medaille op de 500 meter.

## Belangrijkste resultaten

### Olympische Zomerspelen
| Editie | Plaats    | Resultaten         |
| ------ | --------- | ------------------ |
| 1992   | Barcelona | C-2 1000m C-2 500m |

### Wereldkampioenschappen vlakwater
| Jaar | Plaats     | Resultaten              |
| ---- | ---------- | ----------------------- |
| 1981 | Nottingham | C-1 1000 m              |
| 1983 | Tampere    | C-1 500 m               |
| 1985 | Mechelen   | C-2 500 m               |
| 1986 | Montreal   | C-2 500 m               |
| 1987 | Duisburg   | C-2 1000 m              |
| 1990 | Poznań     | C-2 1000 m · C-2 500 m  |
| 1991 | Parijs     | C-2 1000 m · C-4 1000 m |
| 1993 | Kopenhagen | C-2 1000 m              |
| 1995 | Duisburg   | C-4 1000 m              |

1936: Jan Brzák-Felix & Vladimír Syrovátka ·
1948: Jan Brzák-Felix & Bohumil Kudrna ·
1952: Finn Haunstoft & Bent Peder Rasch ·
1956: Alexe Dumitru & Simion Ismailciuc ·
1960: Leonid Geisjtor & Sergej Makarenko ·
1964: Andrei Chimitsj & Stepan Osjtsjepkov ·
1968: Serghei Covaliov & Ivan Patzaichin ·
1972: Vladislavas Česiūnas & Joeri Lobanov ·
1976: Sergej Petrenko & Aleksandr Vinogradov ·
1980: Ivan Patzaichin & Toma Simionov ·
1984: Ivan Patzaichin & Toma Simionov ·
1988: Nicolae Juravschi & Viktor Reneiski ·
1992: Ulrich Papke & Ingo Spelly ·
1996: Andreas Dittmer & Gunar Kirchbach ·
2000: Florin Popescu & Mitică Pricop ·
2004: Christian Gille & Tomasz Wylenzek ·
2008: Aliaksandr Bahdanovitsj & Andrei Bahdanovitsj ·
2012: Peter Kretschmer & Kurt Kuschela ·
2016: Sebastian Brendel & Jan Vandrey ·
2020: Fernando Jorge & Serguey Torres